# ロイヤル・プノンペン航空
ロイヤル・プノンペン航空（Royal Phnom Penh Airways）はカンボジアの航空会社である。プノンペンをベースに、主に国内線とタイへの国際線を運航している。

## 就航路線
2005年現在、下記の都市に就航している。

### 国内線
- プノンペン
- シェムリアップ
- バッタンバン

### 国際線
- バンコク